# Blascosancho
Blascosancho è un comune spagnolo di 160 abitanti situato nella comunità autonoma di Castiglia e León.